# Sony Ericsson G705
Sony Ericsson G705 — телефон-слайдер компании Sony Ericsson, работающий в сетях третьего поколения (HSDPA/UMTS).
Поддерживает платформу Java JP-8.4, которая снимает ограничения платформы A2 и добавляет поддержку проекта Capuchin.
К полезным его функциям относится Wi-Fi и GPS, как и в камерофоне C905. Камера у него 3.2-мегапиксельная, CMOS-матрица, без автофокуса. Видео записывает в QVGA-разрешении, до 15 кадров в секунду.
Есть музыкальная версия аппарата — W705. Она отличается цветом.

## Комплектация
- Телефон
- Аккумулятор Li-Ion 930 мАч
- Зарядное устройство
- Карта памяти М2 1 Гб
- Диск с ПО
- USB-кабель
- Инструкция
- Проводная стереогарнитура HPM-62